# Robert Ackman
Robert George Ackman, OC (* 27. September 1927 in Dorchester, New Brunswick; † 16. Juli 2013 in Halifax, Nova Scotia) war ein kanadischer Chemiker und Professor an der Technical University of Nova Scotia. Bekannt wurde Ackman durch die von ihm betriebene Grundlagenforschung im Bereich der Omega-3-Fettsäuren.

## Leben
Nach seinem Studium der Organischen Chemie an der University of Toronto, das er 1950 mit dem Bachelor of Arts abschloss, erhielt Ackman 1952 den Master of Science der Dalhousie University und promovierte 1956 an der University of London. Ab 1950 arbeitete er für die kanadische Regierung im Bereich Meereswissenschaften, zunächst als wissenschaftlicher Mitarbeiter und von 1956 bis 1979 als festangestellter Chemiker. Im Rahmen dieser Tätigkeit wurde er 1972 zum Mitglied des Chemical Institute of Canada berufen. Dem folgte ein Ruf an die Technical University of Nova Scotia, wo er bis zu seiner Emeritierung 1995 als Professor am Institut für Fischereitechnik tätig war. In dieser Zeit veröffentlichte Ackman über 550 wissenschaftliche Schriften und Artikel.

## Auszeichnungen
- Officer of the Order of Canada (2001)

## Publikationen (Auswahl)
- Marine biogenic lipids, fats and oils. 2 Bd. CRC Press, Boca Raton 1989, ISBN 0-8493-4889-7, ISBN 0-8493-4890-0.
- Seafood science and technology : proceedings of the International Conference Seafood 2000 celebrating the tenth anniversary of the Canadian Institute of Fisheries Technology of the Technical University of Nova Scotia, 13-16 May, 1990, Halifax, Canada. Fishing New Books, London 1992, ISBN 0-85238-173-5.
- ANALYTICAL METHODS - Different Tocopherols and the Relationship between Two Methods for Determination of Primary Oxidation Products in Fish Oil. In: Journal of agricultural and food chemistry. Vol. 49, Nr. 4 (2001), ISSN 0021-8561, S. 1724.